# Les Liens maudits
Pour plus de détails, voir Fiche technique et Distribution.
Les Liens maudits (Il legame, littéralement « Le Lien ») est un film d'horreur italien coécrit et réalisé par Domenico Emanuele de Feudis, sorti en 2020.

## Synopsis
Francesco, accompagné de sa fiancée Emma et de sa fille Sofia, arrive chez sa mère, Teresa, en plein milieu d'une campagne perdue dans le sud d'Italie. Une nuit, la jeune fille y est mordue par une mygale. Teresa, qui est guérisseuse, préfère la soigner plutôt que de l'amener à l'hôpital. Sa mère ne lui fait pas confiance, en voyant la sorcellerie autour d'elle. Cette dernière ignore qu'une femme mystérieuse et malveillante réclame sa fille…

## Fiche technique
Sauf indication contraire, les informations mentionnées dans cette section peuvent être confirmées par la base de données cinématographiques IMDb,  présente dans la section « Liens externes ».
- Titre original : Il legame
- Titre français : Les Liens maudits
- Réalisation : Domenico Emanuele de Feudis
- Scénario : Daniele Cosci, Domenico Emanuele de Feudis et Davide Orsini, d'après l'histoire de Daniele Cosci et Domenico Emanuele de Feudis
- Musique : Massimiliano Mechelli
- Décors : Eugenia F. Di Napoli
- Costumes : Marija Tosic
- Photographie : Luca Santagostino
- Montage : Giancarlo Fontana
- Production : Carlotta Calori, Francesca Cima, Gennaro Formisano, Nicola Giuliano, Viola Prestieri et Riccardo Scamarcio
- Sociétés de production : Indigo Film et Lebowski
- Société de distribution : Netflix
- Pays d'origine :  Italie
- Langue originale : italien
- Format : couleur
- Genre : horreur
- Durée : 93 minutes
- Date de sortie :
  - Monde : 2 octobre 2020 sur Netflix

## Distribution
- Riccardo Scamarcio (VF : Mathieu Buscatto) : Francesco
- Mía Maestro (VF : Barbara Delsol) : Emma
- Giulia Patrignani : Sofia
- Mariella Lo Sardo (VF : Josiane Pinson) : Teresa
- Federica Rosellini (VF : Isabelle Desplantes) : Ada
- Raffaella D'Avella : Sabrina
- Sebastiano Filocamo : Don Gino
- Roberto Negri
- Antonella Bavaro
- Susi Rutigliano
- Pino Bruno

 Source et légende : version française (VF) sur RS Doublage

## Adaptation
Les sous-titres de la VOSTFR actuellement diffusée sur Netflix sont signés Maxime Blanc.

## Production
Le tournage a lieu à Bari dans la région des Pouilles en Italie, en octobre 2019.